# Euplexia jordansi
Euplexia jordansi là một loài bướm đêm trong họ Noctuidae.